# Songhak-myeon
Songhak-myeon (koreanska: 송학면) är en socken i den centrala delen av Sydkorea, 120 km öster om huvudstaden Seoul. Den ligger i norra delen av kommunen Jecheon i provinsen Norra Chungcheong.